# Uta Eisold
Uta Eisold (* 17. Juni 1954 in Kamenz) ist eine deutsche Schauspielerin und Regisseurin.

## Leben
Bereits 1973 war Uta Eisold im Zentralen Ensemble vom Kombinat Robotron künstlerisch tätig. 1977 erhielt sie ihr Diplom für Schauspiel an der Theaterhochschule Leipzig, anschließend hatte sie Engagements in Dresden, Neustrelitz, Stralsund und Plauen. Von 1984 bis 1989 erfüllte sie Lehraufträge für Schauspiel an der Hochschule für Schauspielkunst „Ernst Busch“ Berlin und Rostock sowie an der Theaterhochschule Leipzig. 1991 wurde sie Ensemblemitglied am Hessischen Landestheater Marburg, wo sie 1992 auch ihre erste Regiearbeit hatte.
Uta Eisold ist mit dem Intendanten und Regisseur Ekkehard Dennewitz verheiratet.

## Filmografie
- 1985: Außenseiter (Fernsehfilm)
- 1986: Zahn um Zahn – Die Praktiken des Dr. Wittkugel (Fernsehserie, 5 Folgen)
- 1990: Gänsehaut (Fernsehfilm)
- 1990: Die Architekten
- 1988–1990: Barfuß ins Bett (Fernsehserie, 13 Folgen)
- 1991: Polizeiruf 110: Todesfall im Park (Fernsehreihe)

## Theater

### Darstellerin
- 1979: Gotthold Ephraim Lessing: Minna von Barnhelm (Franziska) – Regie: Ekkehard Dennewitz (Theater Junge Generation Dresden)
- 1980: Bertolt Brecht: Der Kaukasische Kreidekreis (Grusche) – Regie: Ekkehard Dennewitz (Theater Junge Generation Dresden)
- 1982: Athol Fugard: Hallo und Adieu (Hester) – Regie: Ekkehard Dennewitz (Friedrich-Wolf-Theater Neustrelitz)
- 2006: Bertolt Brecht: Herr Puntila und sein Knecht Matti (Telefonistin) – Regie: Peter Radestock (Hessisches Landestheater Marburg)
- 2007: Gotthold Ephraim Lessing: Emilia Galotti (Claudia Galotti) – Regie: Karl Georg Kayser (Hessisches Landestheater Marburg)
- 2011: Nikolai Gogol: Der Revisor (Anna Andrejewna) – Regie: Matthias Faltz (Hessisches Landestheater Marburg)
- 2014: Carsten Golbeck: Oben bleiben (Vera Landis) – Regie: Ekkehard Dennewitz (Hessisches Landestheater Marburg)[4]
- 2015: Rebekka Kricheldorf: Die Ballade vom Nadelbaumkiller (Mutter) – Regie: Dominique Schnizer (Hessisches Landestheater Marburg)

### Regie
- 1999: Bertolt Brecht: Der kaukasische Kreidekreis (Hessisches Landestheater Marburg)
- 2002: Neil LaBute: Bash – Stücke der letzten Tage (Hessisches Landestheater Marburg)
- 2004: Tennessee Williams: Die Glasmenagerie (Hessisches Landestheater Marburg)
- 2008: Marius von Mayenburg: Der Häßliche (Hessisches Landestheater Marburg)

## Hörspiele
- 1985: Inge Ristock: Eine unruhige Nacht (Heide Hoffmann) – Regie: Edith Schorn (Kurzhörspiel  aus der Reihe Waldstraße Nummer 7 – Rundfunk der DDR)
- 1985: Susanne Winter: Die Dame mit dem langen Haar (Elisa Bardem) – Regie: Joachim Gürtner (Kriminalhörspiel/Kurzhörspiel – Rundfunk der DDR)
- 1985: Thoma Clausen: Mauritius an Ugroma: Bitte kommen – Atlantis (Anna) – Regie: Christa Kowalski (Kinderhörspiel/Science-Fiction-Hörspiel, 2. Teil – Rundfunk der DDR)